# Jürgen Graf
 (janvier 2013).
Si vous disposez d'ouvrages ou d'articles de référence ou si vous connaissez des sites web de qualité traitant du thème abordé ici, merci de compléter l'article en donnant les références utiles à sa vérifiabilité et en les liant à la section « Notes et références ».
Pour les articles homonymes, voir Graf.
Jürgen Graf, né le 15 août 1951 à Bâle où il meurt le 14 janvier 2025, est un militant négationniste suisse allemand.

## Biographie
Jürgen Graf a étudié la philosophie à l'Université de Bâle ainsi que le français, l'anglais et les langues scandinaves. Il a passé plusieurs années à enseigner dans une école privée[Laquelle ?]. Dans les années 1990, il publia plusieurs livres négationnistes sur la Shoah dont trois coécrits avec Carlo Mattogno.
Graf et son éditeur de l'époque, Gerhard Förster, ont été poursuivis par un tribunal suisse pour négation de l'Holocauste en juillet 1998 et ont été condamnés à une peine d'emprisonnement de quinze mois et une amende. Il a fui le pays, demanda d'abord l'asile politique en Iran, puis par la suite s'installa en Biélorussie pendant un certain temps, et par la suite parti en Russie. Il a épousé une Biélorusse en 2001, il est installé à Moscou où travaille comme traducteur.
En septembre 2002, défendu par l'avocat Éric Delcroix, Graf voit la 11e chambre d'Appel[pas clair] de Paris lever l'interdiction de diffusion sur le territoire français de son livre  L'Holocauste au scanner; ouvrage édité et imprimé en première édition en juin 1993 par son ami juif Guideon Ginsburg dit Burg, directeur des éditions Guideon Burg Verlag. Ce livre cite maintes fois les arguments négationnistes d'Arthur Butz publiés dans The Hoax of the Twentieth Century (en).